# FC Santos Tartu
El FC Santos Tartu es un equipo de fútbol de Estonia que milita en la II liiga, la cuarta liga de fútbol más importante del país.

## Historia
Fue fundado en el año 2002 en la ciudad de Tartu y a pesar de nunca haber jugado en la Meistriliiga, lograron acceder a la final de la Copa de Estonia en la temporada 2013/14, con la ventaja de que sin importar el resultado, clasificarían a su primer torneo continental de su historia; ya que su rival en la final (FC Levadia Tallinn) ya había clasificado para la UEFA Champions League.

## Palmarés
- Copa de Estonia: 0
  - Finalista: 1

2013/14
- II liiga: 3

2006, 2008, 2013
- III liiga: 1

2005
- IV liiga: 1

2004
- V liiga: 1

2003

## Participación en competiciones de la UEFA
| Temporada | Torneo             | Ronda            | Club   | Casa | Visita | Global |
| --------- | ------------------ | ---------------- | ------ | ---- | ------ | ------ |
| 2014–15   | UEFA Europa League | Clasificatoria 1 | Tromsø | 0–7  | 1–6    | 1–13   |

### Récord Europeo
| Torneo             | J | G | E | P | GF | GC |
| ------------------ | - | - | - | - | -- | -- |
| UEFA Europa League | 2 | 0 | 0 | 2 | 1  | 13 |